# Вторгнення США до Афганістану (2001)
Вторгнення США до Афганістану (англ. United States invasion of Afghanistan) — військове вторгнення американських збройних сил за підтримки союзників на територію Афганістану в період з жовтня до грудня 2001 року. Перший етап війни в Афганістані, яка тривала протягом майже 20 років з 2001 до 2021 року і ознаменував початок американської глобальної війни з тероризмом. Метою вторгнення було знищити аль-Каїду, яка організувала та здійснила атаки 11 вересня, і позбавити її безпечної бази для операцій в Афганістані, усунувши уряд Талібану від влади. Сполучене Королівство було ключовим союзником Сполучених Штатів, пропонуючи підтримку військовим діям з самого початку підготовки до вторгнення. Вторгнення відбулося на завершальній фазі громадянської війни в Афганістані 1996—2001 років, що точилася між талібами та угрупованнями Північного альянсу, в результаті чого до 2001 року таліби контролювали 80 % країни.
Після терактів 11 вересня президент США Джордж Буш-молодший зажадав від Талібану видати Осаму бен Ладена та вигнати з країни аль-Каїду; бен Ладен вже перебував у розшуку ФБР з 1998 року. Талібан відмовився його екстрадувати та проігнорував вимоги закрити терористичні бази на своїй території або видати інших підозрюваних у терористичних актах. Тоді 7 жовтня 2001 року США із Великою Британією розпочали операцію «Нескорена свобода». Пізніше до них приєдналися сили інші держав-партнерів та Північний альянс. До 17 грудня 2001 року США та їхні союзники швидко повалили владу талібів та відбудували мережу військових баз, що переважно дислокувалися поблизу великих міст по всій країні. Більшість членів аль-Каїди та Талібану вдалося уникнути полону і втекти або до сусіднього Пакистану або відступили в сільські чи віддалені гірські райони, зокрема під час битви за Тора-Бора.
У грудні 2001 року Рада Безпеки ООН створила Міжнародні сили сприяння безпеці (ISAF) для нагляду за військовими операціями в країні та навчання Афганських національних сил безпеки. В грудні 2001 року на Боннській конференції Хамід Карзай був обраний головою Тимчасової адміністрації Афганістану. Лідер Талібану мулла Омар реорганізував рух, і в 2002 році він почав повстання проти уряду та МССБ. У 2021 році, коли міжнародні сили виводилися з країни, Талібану вдалося повалити афганський уряд і відновити своє панування в Афганістані.

## Історія

### Загальна ситуація в Афганістані
На 2001 рік Афганістан перебував у стані війни вже понад 20 років. У 1978 році прокомуністична Народно-демократична партія Афганістану (НДПА) за сприяння Радянського Союзу захопила владу в країні. Її політика підірвала традиційний племінний порядок і викликала протидію у сільській місцевості, внаслідок чого керівники НДПА зустрілися з відкритим протистоянням з боку свого населення, включаючи повстання Ісмаїл-Хана в Гераті. 11 вересня 1979 року внаслідок внутрішнього перевороту Хафізулла Амін повалив лідера партії Нура Мухаммеда Таракі. Радянський Союз, відчувши слабкість НДПА, через три місяці вторгся до країни, щоб позбавитися Аміна та привести до влади ще одну фракцію НДПА на чолі з Бабраком Кармалем.
Втручання СРСР в Афганістан спонукало його конкурентів за часи Холодної війни, особливо США та Саудівську Аравію, підтримати повстанців, які воюють проти прорадянської НДПА. У той час як світський і соціалістичний уряд контролював міста, релігійно мотивовані моджахеди панували в більшій частині сільської місцевості. Один з найвідоміших командирів моджахедів був Ахмад Шах Масуд, який очолював добре організовані таджицькі сили. Центральне розвідувальне управління США (ЦРУ) тісно співпрацювало з міжвідомчою розвідкою Пакистану (ISI) для надання іноземної підтримки моджахедам. До воєнних дій проти Рад та маріонеткового уряду Афганістану також активно залучилися арабські добровольці, відомі як «афганські араби», у тому числі Осаму бен Ладена.

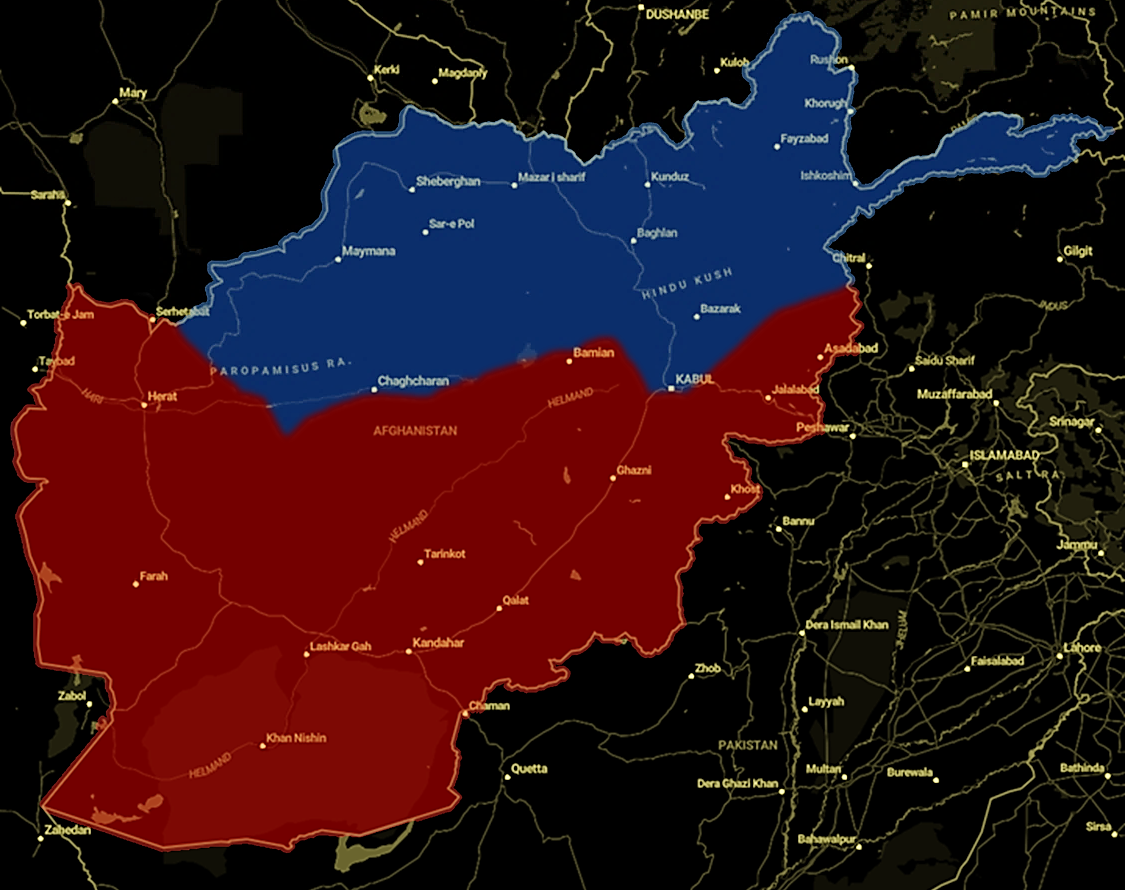
Положення афганських протиборчих сторін напередодні американського вторгнення. 2001 рік

Після виведення радянських військ з Афганістану в лютому 1989 року режим НДПА був повалений вже у 1992 році. З 1992 по 1996 рік, у вакуумі влади, що утворився, лідери моджахедів змагалися за домінування в громадянській війні. До того часу бен Ладен виїхав з країни. Відповідно політичні інтереси США до Афганістану також зменшилися. У 1994 році пуштунський моджахед на ім'я Мулла Омар заснував рух Талібан у Кандагарі. Його послідовники були релігійними студентами і прагнули покласти край правлінню польових командирів через суворе дотримання ісламського законодавства. До кінця 1994 року таліби захопили всю провінцію Кандагар.
У 1996 році за військової підтримки Пакистану та фінансової підтримки Саудівської Аравії таліби захопили Кабул і заснували Ісламський емірат Афганістан. Вони нав'язували своє фундаменталістське тлумачення ісламу в районах, що перебували під їх контролем, зокрема видаючи укази, які забороняли жінкам працювати поза домом або відвідувати школу і вимагали від них дотримуватись суворих правил приховування та усамітнення.
Після того, як таліби захопили Кабул, Масуд відступив на північ до своєї рідної Панджшерської долини і сформував рух опору проти Талібану, який отримав назву Об'єднаний фронт або Північний альянс. На додаток до таджицьких сил Масуда, до Об'єднаного фронту входили узбеки під керівництвом колишнього генерала НДПА Абдул-Рашида Дустума та фракція хазарейців і пуштунські сили під керівництвом командувачів, таких як Абдул Хак і Хаджі Абдул Кадір. Північний альянс отримував різну підтримку з боку Росії, Ірану та Індії. Як і Талібан, Масуд також збирав гроші шляхом торгівлі наркотиками. До 2001 року таліби контролювали 80 % території країни, а Північний альянс обмежувався північно-східним кутом країни.
Протягом 1990-х років ЦРУ і «Дельта» планували кілька операцій із вбивства або захоплення бен Ладена, але президент Білл Клінтон так і не віддав наказ на їх проведення. В 1996 році після майже п'яти років переховування бен Ладен був висланий із Судану і прибув до Джелалабада. Він переніс операції аль-Каїди у східний Афганістан, де швидко встановив тісні стосунки з талібами. Однак у 2000 році мулла Омар відвідав бен Ладена і заборонив йому нападати на США, поки він є гостем талібів.
Під час ранньої адміністрації Клінтона США не мали чіткої політичної позиції щодо Афганістану. Проте вибухи посольств США в Африці в 1998 році, організовані аль-Каїдою, підштовхнули президента Клінтона віддати наказ про ракетні удари по тренувальних таборах бойовиків в Афганістані; бен Ладену було висунуто звинувачення у причетності до вибухів. У 1999 році як США, так і ООН ввели санкції проти талібів у резолюції 1267 Ради Безпеки ООН, яка вимагала від талібів видати бен Ладена для суду в США і закрити всі бази терористів в Афганістані. У той час єдиною співпрацю Масуда та США була спроба відстежити бен Ладена за сприяння ЦРУ. США не підтримали боротьбу Масуда проти Талібану.

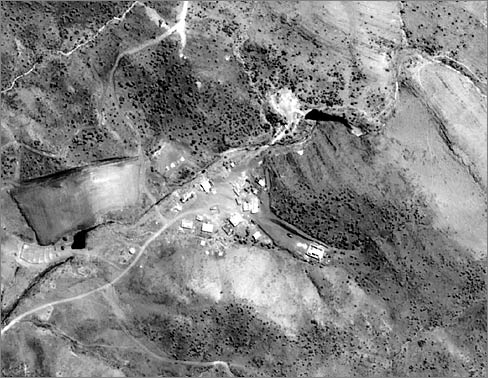
Тренувальний табір аль-Каїди в Джаварі. 1998

Зміна в політиці США була здійснена на початку вересня 2001 року. Адміністрація Буша погодила план початку підтримки Масуда. 10 вересня на зустрічі високопоставлених представників національної безпеки було погоджено, що Талібану буде висунуто ультиматум видати бен Ладена та інших оперативників аль-Каїди. Якщо Талібан відмовиться, США наддадуть приховану військову допомогу противникам Талібану у спробах повалити владу цього релігійного руху.
9 вересня 2001 року двоє членів аль-Каїди, які видавали себе за журналістів, під час інтерв'ю убили керманича Північного Альянсу Шаха Масуда, підірвавши бомбу, заховану в їхній відеокамері. Вбивство було подарунком бен Ладена талібам і дозволило їм досягти повного контролю над Афганістаном. Новим лідером Північного Альянсу став Мохаммед Фахім. Альянс мав 15 000–20 000 бійців, сконцентрованих на п'яти основних напрямах. На фронті в Кабулі сили Талібану та Північного Альянсу вели позиційні бої на рівнині Шомалі. Фронт Тахар простягався від кордону з Таджикистаном на півночі до Парвана на півдні, поблизу Кабулу. Сили Дустума розташовувалися на південь від Мазарі-Шарифа, хазарейці під керівництвом Мохаммеда Мохакіка перебували в центральному регіоні Хазараджат, а Ісмаїл Хан — протистояв поблизу Герата.
Військовим командиром Талібану на півночі був Мохаммад Фазл. Збройні сили Талібану складалися приблизно з 45 000 афганців і 2 700 іноземних бійців, серед яких була 055 бригада Аль-Каїди. За словами військового аналітика Алі Джалалі, бригада 055 налічувала лише 400—600 осіб, але через свої зв'язки з бен Ладеном вона була політично важливою одиницею. Серед іноземних бойовиків були араби, а також кашмірці, чеченці, узбеки та уйгури. Кілька сотень офіцерів пакистанської військової розвідки були розміщені в Афганістані, консультуючи та тренуючи талібів. До середини жовтня приблизно 10 000 пакистанських добровольців перетнули кордон, щоб посилити сили Талібану. Волонтерами були переважно студенти медресе, деяким було лише 14 років.
Обидві сторони використовували переважно російську військову техніку. Північний альянс мав великокаліберні кулемети калібру 14,5 мм, російську артилерію, танки Т-72 та броньовані машини БМП-1, посилених вертолітними ракетними блоками від радянських бойових гелікоптерів. Узбеки Дустума використовували коней для перевезення. Північний альянс мав 18 вертольотів і три літаки, які використовувалися переважно для матеріально-технічних цілей. Водночас озброєння Талібану було подібне до того, чим билися сили Північного Альянсу, і вони також мали ПЗРК «Стінгер», подаровані моджахедам американцями ще за часи радянсько-афганської війни. Таліби інтенсивно використовували пікапи для підвищення своєї мобільності і діяли як «моторизовані легкі сили». У них було близько 40 бойових літаків, якими керували колишні пілоти НДПА.
Обидві сторони скоювали чимало порушень прав людини: узбеки та хазарейці «вбили сотні полонених талібів і вбили жителів пуштунського села на півночі та в околицях Кабулу», а таліби вбили 5 000–8 000 мирних жителів після того, як вони захопили Мазарі-Шариф у 1998 році. Афганістан також зіткнувся з серйозною гуманітарною кризою в 2001 році через посуху. За даними ООН, 5 мільйонів афганців потребували гуманітарної допомоги того року, а 3,8 мільйона не змогли б вижити без продовольчої допомоги ООН.

### Передумови до вторгнення
Вранці 11 вересня 2001 року аль-Каїда здійснила чотири скоординовані атаки на США, використовуючи чотири викрадені реактивні авіалайнери. В результаті нападів загинули майже 3000 людей і більше 6000 отримали поранення. Рано вдень 11 вересня ЦРУ підтвердило, що відповідальність за напад несе Аль-Каїда. Талібан засудив напади, але мулла Омар оприлюднив заяву, в якій заперечував причетність бен Ладена. Хоча бен Ладен зрештою взяв на себе відповідальність за теракти 11 вересня 2004 року, спочатку він заперечував свою причетність. Однією із стратегічних цілей бен Ладена було втягнути США у дороговартісну війну в Афганістані, щоб її можна було розгромити так само, як до цього зазнав поразки Радянський Союз.
Увечері 11 вересня президент Буш заявив, що США дадуть відповідь на напади і «не робитимуть різниці між тими, хто планував ці дії, і тими, хто їх приховує». 14 вересня 2001 року Конгрес прийняв закон під назвою «Дозвіл на використання військової сили проти терористів», що надавав право на застосування військової сили проти Аль-Каїди та її прихильників. 20 вересня Президент Буш звернувся до Конгресу і зажадав від Талібану здати бен Ладена та бойовиків аль-Каїди, в іншому випадку США оголосять їм війну.
Того ж дня велика рада з 300 або 700 мусульманських священнослужителів по всьому Афганістану, яка зібралася, щоб вирішити долю бен Ладена, випустила фетву, в якій рекомендував Ісламський емірат попросити бен Ладена покинути їхню країну. Далі фетва попереджала, що якщо США вторгнуться в Афганістан, джихад стане обов'язковим, доки загарбники не будуть вигнані. 21 вересня мулла Омар відхилив як вимоги Буша, так і поради ради, знову заперечуючи відповідальність бен Ладена за теракт 11 вересня.
Одночасно мулла Омар уповноважив свого заступника Ахтара Мохаммада Османі вести переговори з Робертом Греньєром, начальником відділу ЦРУ в Пакистані, щоб обговорити свою позиції щодо відмови від бен Ладена. 15 вересня та 2 жовтня сторони зустрілися у Кветті, але не змогли досягти згоди. 4 жовтня британський уряд оприлюднив документ, що підсумовує докази, які доводять зв'язки бен Ладена з нападами. Того ж дня НАТО вперше у своїй історії застосувало статтю V Північноатлантичного договору, за якою напад на одного члена Альянсу слід вважати нападом на всіх членів блоку.
У 2001 році Міністерство оборони США не мало попереднього плану вторгнення в Афганістан. Тому план, затверджений Бушем, був розроблений ЦРУ, повторно використовуючи елементи попередніх планів агентства на випадок непередбачених обставин для співпраці з Північним альянсом проти Талібану. 15 вересня Буш зустрівся зі своїм кабінетом у Кемп-Девіді на нараді з планування війни. Військові представили три варіанти воєнних дій в Афганістані: перший — це удар крилатими ракетами, другий — комбінована кампанія застосування крилатих ракет і авіаційних бомбардувань тривалістю 3–10 днів, третій — комбінована операція із застосуванням ударів крилатих ракет і бомбардувальників, а також введення контингенту сухопутних військ для ведення бойових дій безпосередньо в самому Афганістані. ЦРУ паралельно представило свій військовий план, який передбачав введення парамілітарних груп для роботи з Північним альянсом і, зрештою, застосування підрозділів американських сил спеціальних операцій. Планувальники хотіли мінімізувати присутність американських наземних військ на території країни, щоб уникнути провокацій з боку афганського населення, як це зробили свого часу британці та росіяни. 17 вересня Буш схвалив план ЦРУ і наказав військовим на основі третього варіанту дій розробити детальний план війни.
До 21 вересня розробка військовими плану вторгнення була завершена. Спочатку операція мала назву операція «Нескінченна справедливість». Це ім'я було визнано культурно нечутливим, оскільки ісламська теологія лише вважає, що справедливість Бога нескінченна, тому міністр оборони Дональд Рамсфелд змінив назву на операцію «Нескорена свобода».
Задумом проведення вторгнення США визначали знищення присутності аль-Каїди, в першу чергу її тренувальних таборів, а також повалення режиму Талібану. Водночас американські планувальники намагалися перешкодити Північному Альянсу взяти під свій повний контроль Афганістан, вважаючи, що правління Альянсу відштовхне більшість пуштунів у країні. Директор ЦРУ Джордж Тенет стверджував, що США повинні націлюватися на аль-Каїду, але «утримуватись від Талібану», оскільки таліби були популярними в Пакистані, і напад на них може поставити під загрозу американські стосунки з Пакистаном.

### Повалення Талібану

#### Угруповання сил вторгнення
Загалом сили вторгнення складалися з американських, британських, канадських та австралійських формувань, інші країни надавали матеріально-технічну підтримку. Командувач Центрального командування ЗС США генерал Томмі Френкс був визначений головнокомандувачем при проведенні операції «Нескорена свобода». В його підпорядкуванні формувалися чотири оперативні групи: Об'єднана міжвидова оперативну групу спеціальних операцій (CJSOTF), Об'єднана міжвидова гірська оперативна група (CJTF-Mountain), Об'єднана міжвідомча оперативна група з боротьби з тероризмом (JIATF-CT) та Коаліційна об'єднана оперативна група цивільно-військових операцій (CJCMOTF).
Головна ударна сила — CJSOTF — складалася з трьох оперативних груп: Об'єднаної оперативної групи спеціальних операцій-Північ або оперативної групи «Даггер» (англ. JSOTF-North або англ. Task Force Dagger), Об'єднаної оперативної групи спеціальних операцій-«Південь» або оперативної групи «К-Бар» (англ. JSOTF-South або англ. Task Force K-Bar) і оперативної групи «Сорд» (англ. Task Force Sword), пізніше перейменована на 11-ту оперативну групу.
Оперативна група «Даггер» на чолі з полковником Джеймсом Малголландом була сформована на основі 5-ї групи армійських ССО, яку підтримували підрозділи 160-го авіаційного полку спеціальних операцій. «Даггер» призначалася для дії в північній частині, а оперативна група «К-Бар» — для дії в південній частині Афганістану. «К-Бар» очолив капітан «морських котиків» Роберт Гарвард і формування здійснювалося з команд SEAL 2, 3 і 8, а також «зелених беретів» з 1-го батальйону 3-ї групи спецназу. Ця оперативна група проводила в основному спеціальні розвідувальні місії в найбільш чутливих місцях. Коаліційні сили підтримували ці американські угруповання, зокрема підрозділи новозеландської Спеціальної повітряної служби, канадської 2-ї об'єднаної оперативної групи 2 і німецького Командування ССО (нім. Kommando Spezialkräfte) посилювали «К-Бар». Оперативна група «Сорд» була компонентом Об'єднаного командування спеціальних операцій (JSOC) і її головною метою було захоплення або вбивство вищого керівництва Аль-Каїди та Талібану. «Сорд» мала два ескадрони у своєму складі і формувалася за рахунок підрозділів армійської «Дельти» та флотської 6-ї команди бойових плавців SEAL; її підтримували армійські рейнджери, Спецпідрозділ розвідувальної підтримки та 160-ї вертолітний полк. З боку союзників британська спеціальна човнова служба діяла разом з оперативною групою «Сорд».

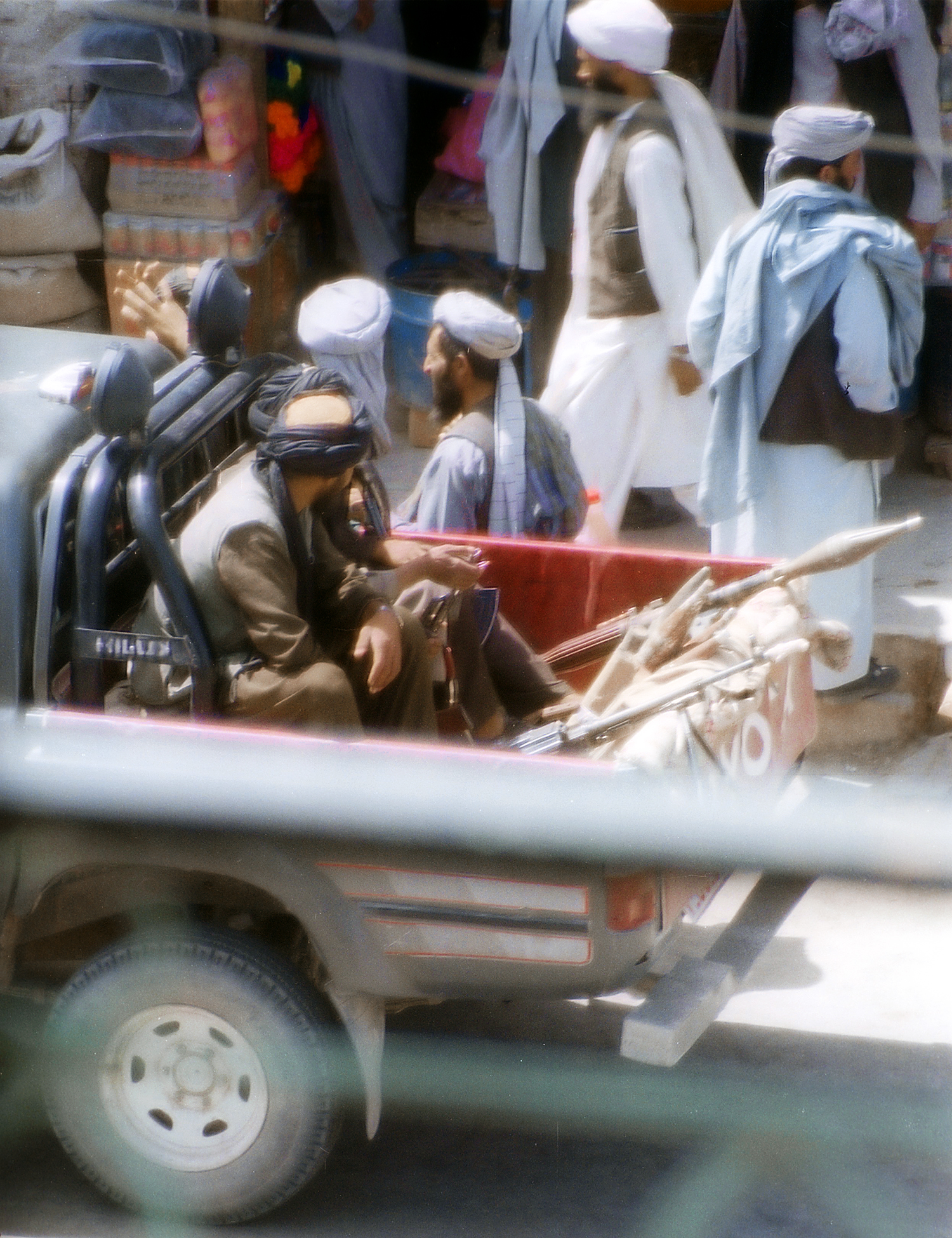
Бойовики Талібану на вулицях Герату. Липень 2001

Одночасно з оперативними групами ССО діяла переважно конвенційна міжвидова оперативна група «Гори» (CJTF-Mountain). Спочатку група «Гори» складалася з трьох структур, але тільки одна з них була частиною сил спеціальних операцій — 64-та оперативна група — кістяком якої був ескадрон австралійської SAS. Корпус морської піхоти США забезпечував формування 58-ї оперативної групи з 15-го експедиційного полку морської піхоти. JIATF-CT (також відома як Оперативна група «Боуї») бригадного генерала Гері Харрелла, забезпечувала розвідувальною інформацією усі інші компоненти операції. «Боуї» налічувала 36 військовослужбовців і 57 з таких агентств, як ФБР, АНБ і ЦРУ, а також офіцерів зв'язку з коаліційних ССО. Останньою оперативною групою, яка залучалася до вторгнення, був CJCMOTF, на яку покладалося завдання цивільно-військового співробітництва та гуманітарні проблеми.

#### Перші підрозділи розвідки
26 вересня, через п'ятнадцять днів після теракту 11 вересня, США потай вертольотом Мі-17 завезли в Панджшерську долину, оплот Масуда, 10 оперативників ЦРУ на чолі з Гері Шроном. Ця група, що згодом стала відома під позивним «Джобрейкер», стала першим підрозділом силових структур США, що увійшли в контакт з Північним альянсом. Американці налагодили контакти з генералом Мохаммедом Фахімом, командувачем силами Північного Альянсу в долині Панджшер, і розпочали роботу з введення на територію Афганістану армійського спецназу. Команда «Джобрейкер» привезла обладнання для супутникового зв'язку, завдяки чому звіти розвідки миттєво доставлялися в штаб-квартиру ЦРУ. Команда також здійснювала розвідку потенційних цілей для проведення операції «Кресент Вінд» з бомбардування найважливіших об'єктів, забезпечувала бойовий пошук і порятунок в екстремальних умовах і проводила оцінку результатів бомбардувань під час повітряної кампанії. Щоб дозволити літакам приземлятися в цьому районі, команда відремонтувала злітно-посадкову смугу в Гулбахарі, побудовану британцями ще в 1919 році.
28 вересня британський міністр закордонних справ Джек Стро схвалив відправку офіцерів МІ-6 в Афганістан, використовуючи людей, пов'язаних з моджахедами у 1980-х роках, які володіли тамтешніми мовами та знаннями регіональних особливостей. Наприкінці місяця кілька офіцерів МІ6 висадилися на північному сході Афганістану і зустрілися з Фахімом. Вони почали співпрацювати з іншими партнерами на півночі та півдні, відбудовуючи союзи, забезпечуючи підтримку, а також підкупили чимало командирів Талібану, щоб ті не чинили їм опір або перейшли на бік Північного альянсу. Незабаром прибули ще дві команди ЦРУ, які діяли поблизу Герата та Мазарі-Шарифа.

#### Повітряна фаза операції
7 жовтня ударами по 31 об'єкту по всій країні США розпочали військову операцію в Афганістані. Більшість застарілих зенітних ракет типу С-75 і С-125, невеликий парк МіГ-21 і Су-22, а також радіолокаційні станції й пункти управління талібів були знищені в першу ніч. Тієї ж ночі ЦРУ завдало першого в історії авіаудару за допомогою дрона «Предейтор». Застосування ударних дронів в Афганістані ознаменувало початок нової ери війни безпілотників.

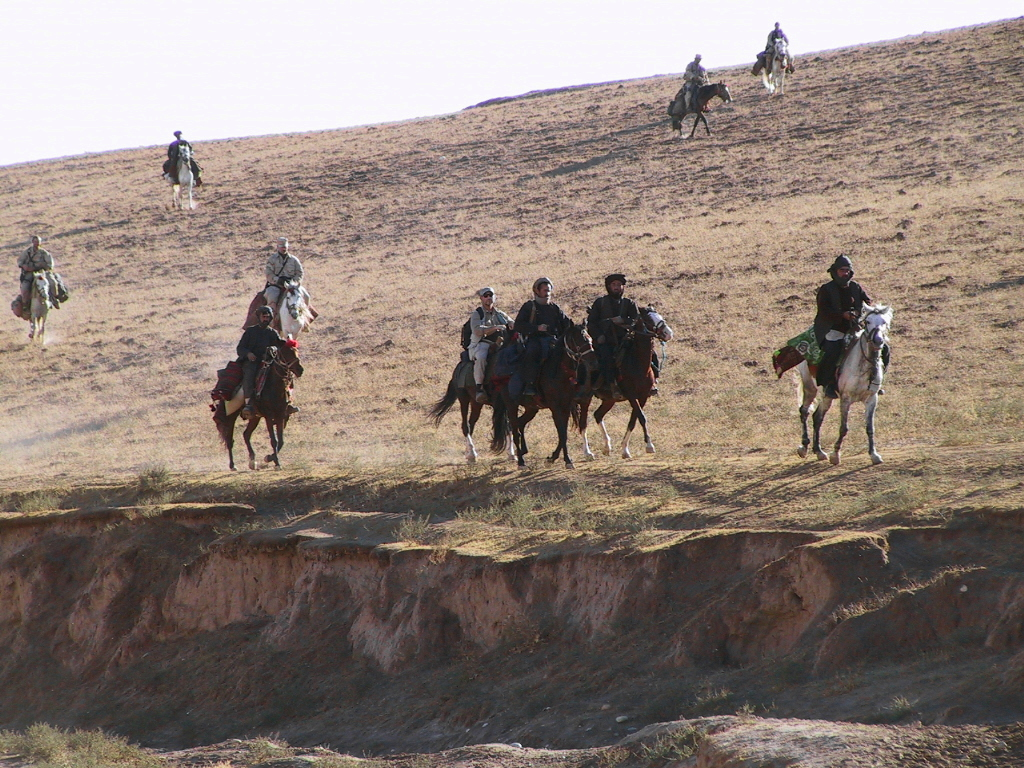
Військові американських ССО з 5-ї групи верхи на конях. Жовтень 2001

Протягом наступних кількох днів авіація США бомбила тренувальні табори Талібану та об'єкти протиповітряної оборони, використовуючи бойові вертольоти «Апач» бригади армійської авіації 101-ї повітрянодесантної дивізії. Крейсери, есмінці та підводні човни ВМС США запустили кілька крилатих ракет «Томагавк». Протягом кількох днів більшість тренувальних майданчиків Талібану були серйозно пошкоджені, а засоби ППО знищені. Повітряна кампанія перенацілилася на ураження пунктів управління та комунікації. За перший тиждень бомбардувань американці скинули 1500 боєприпасів. Вони також почали скидати з повітря продовольство та медикаменти для цивільного населення на території, що перебувала під контролем Північного Альянсу. До другого тижня кампанії більшість заздалегідь запланованих цілей було знищено. Водночас, на землі, фронт, який протистояв Північному Альянсу, тримався, і успіхів на полі бою там досягнуто не було.
19 жовтня команди 555-та і 595-та оперативного загону «Альфа», обидві команди «зелених беретів» по 12 осіб з 5-ї групи спецназу, а також бойові контролери ПС були доставлені вертольотами MH-47E «Чинук» 2-го батальйону 160-го вертолітного полку ССО з авіабази Карші-Ханабад в Узбекистані практично в умовах нульової видимості на відстань понад 300 кілометрів через Гіндукуш, де гори місцями сягали висоти 4900 м. 555-та команда вирушила в долину Панджшер для підтримки Фахіма, а 595-та — в долину Дар'я-Суф, на південь від Мазарі-Шарифа, для співпраці з Дустумом.

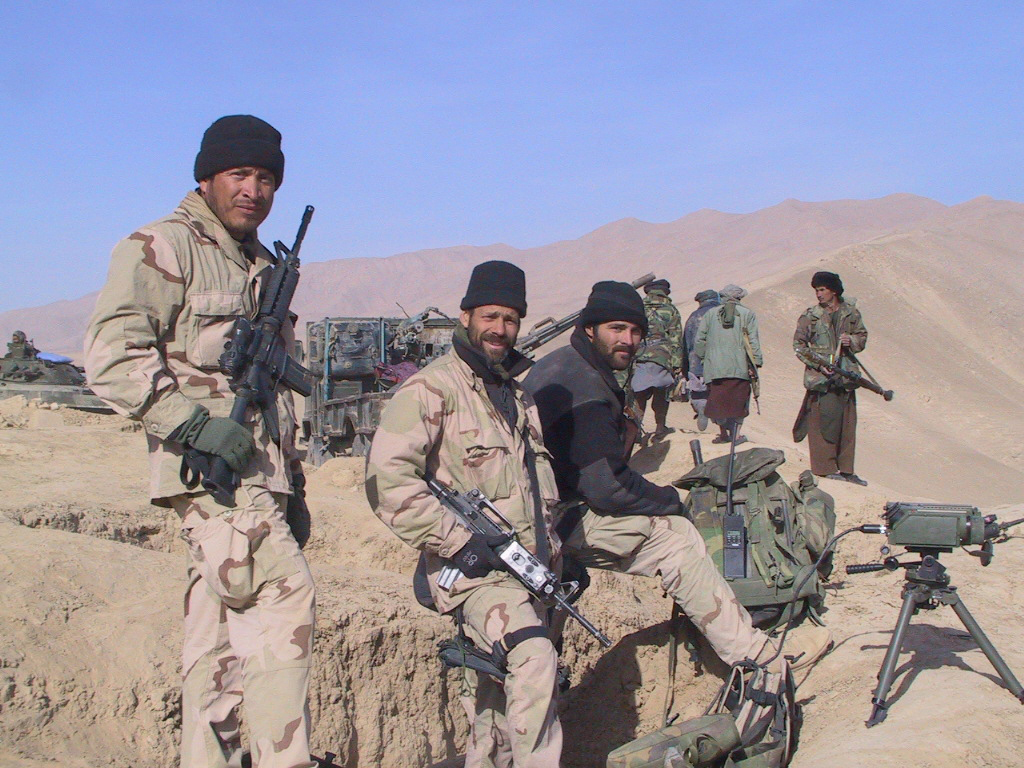
Оператори спецоперацій США з воїнами Північного Альянсу західніше Кундузу. Листопад 2001

У середині жовтня ескадрони «A» і «G» британського 22-го полку SAS, підсилена членами територіальних полків SAS, висадилися на північному заході Афганістану на підтримку операції «Нескорена свобода». Вони подорожували на патрульних автомобілях Land Rover Desert Patrol та модифікованих всюдиходах (квадроциклах). Через два тижні обидва ескадрони повернулися до своїх пунктів постійної дислокації в Британії.

#### Операція «Носоріг»
У ніч на 19 жовтня, одночасно з введенням спецназу в країну, рота рейнджерів (199 осіб) зі складу 3-го батальйону 75-го полку рейнджерів здійснила десантування 4-ма літаками Lockheed MC-130 на злітно-посадкову смугу польового аеродрому південніше Кандагару та захопила комплекс будинків, технічних споруд тощо, що пізніше стало передовою базою «Носоріг». Перед висадкою рейнджерів цілі поблизу аеродрому обстріляли бомбардувальники-невидимки B-2 Spirit і ганшипи AC-130, зустрівши опір лише одного винищувача Талібану. 4 літаки MC-130 Combat Talon буквально після удару в повній темряві здійснили викидання десантників з висоти 250 метрів на злітну смугу аеродрому.
Одночасно ескадрон оперативників «Дельта-Форс» за підтримки рейнджерів оперативної групи «Сорд» провів операцію «Гекко» за межами Кандагару в житловому комплексі мулли Омара. Чотири гелікоптери MH-47E з 91 солдатом на борту вилетіли з авіаносця «Кітті Гок» (який служив базою ССО) в Індійському океані. Штурмові групи комплектувалися бійцями «Дельти», а підрозділи рейнджерів убезпечували периметр і займали відсічні позиції. Вогневу підтримку забезпечували AC-130 і MH-60L. Нападники не зустріли ніякого опору, до того ж не було жодних ознак присутності лідера Талібану.
Протягом 5,5 годин рейнджери та інші оператори ССО утримували захоплені об'єкти й виконували інші завдання, практично без втрат. Після успішного завершення американські військові завантажилися на борт літака MC-130 й залишили місце проведення операції.

#### Продовження авіаційних ударів

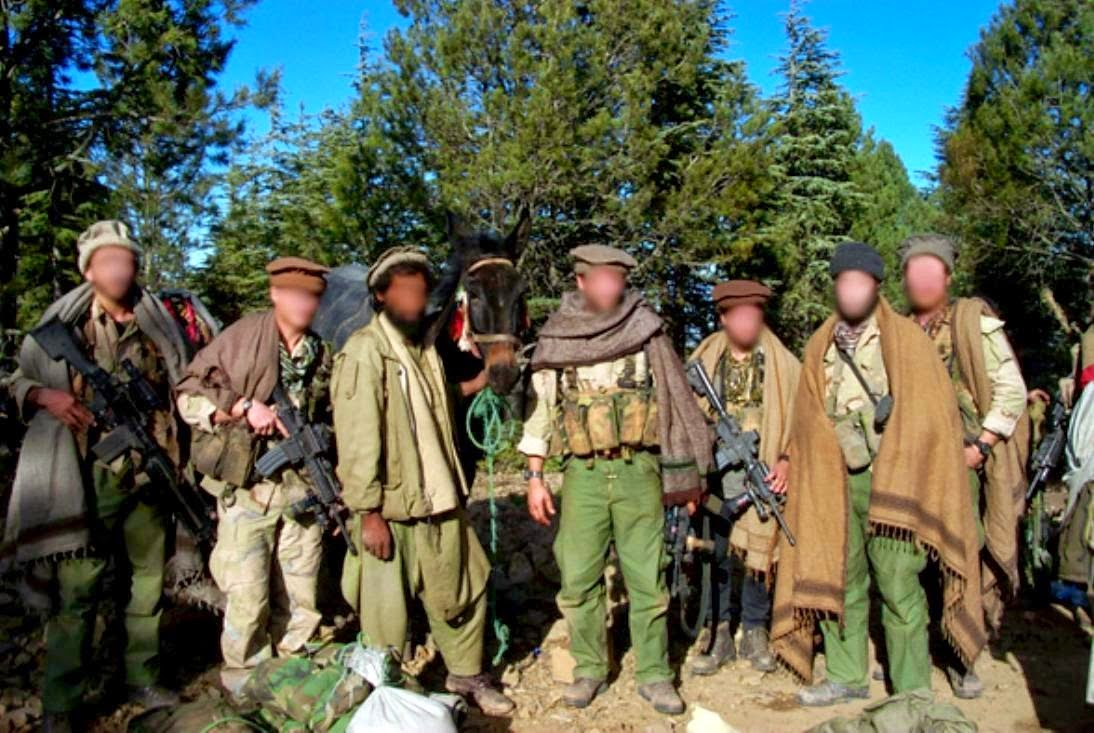
Оперативники Дельта-Форс, перевдягнуті в тубільне цивільне, під час боїв в Афганістані. Листопад 2001

Згодом «зелені берети» 595-го оперативного загону розділилися на два підрозділи, «Альфа» і «Браво». Бійці «Альфа» прибули верхи з генералом Дустумом до його штабу, щоб спланувати штурм Мазарі-Шарифа. «Браво» було доручено очистити долину Дар'я-Суф від Талібану і далі просуватися в гори Алма-Так для проведення розвідки. Дустум і генерал Атта Мухаммед Нур протягом усього літа воювали з талібами в долині Дар'я-Суф і поступово втратили позиції.
21 жовтня група «Альфа» здійснила перше наведення бомбардування зі стратегічного бомбардувальника B-52, чим вразила Дустума. У рамках своїх операцій американці транслювали радіопередачі як на пушту, так і на дарі, оголошуючи бойовиків аль-Каїди та талібів злочинцями і обіцяючи 25 мільйонів доларів США кожному, хто дасть інформацію, яка приведе до місцезнаходження бен Ладена.
23 жовтня лідер пуштунських загонів у війні проти Талібану Абдул Хак разом з близько 20 своїми прихильниками спробував підняти повстання проти талібів у Нангархарі. Хак був одним з найвідоміших командирів антирадянського джихаду, під час якого був поранений шістнадцять разів і втратив ногу. Таліби схопили його і 26 жовтня стратили.
25 жовтня 585-й оперативний загін проник у район поблизу Кундуза, де встановив зв'язки з воєначальником Бурілла Ханом. Тієї ж ночі троє операторів «Дельта-Форс» прилетіли на Панджшер, де розпочали роботу з командою ЦРУ «Джобрейкер» з планування важливої місії порятунку заручників. На початку серпня 2001 року таліби ув'язнили вісім співробітників християнської організації допомоги під назвою «Шелтер Нау» за звинуваченням у прозелітизмі. Серед ув'язнених, які перебували в Кабулі, були двоє американців, Хізер Мерсер і Дайна Каррі. Їм загрожувала смертна кара, якщо їх визнають винними. З моменту свого прибуття в Афганістан команда ЦРУ використовувала посередників Північного альянсу для зв'язку з чиновниками Талібану та безуспішно намагалася підкупити їх, щоб звільнити в'язнів. Оператори «Дельти-Форс», що прибули, спеціалізувався на визволенні заручників і спланували операцію з проникнення в Кабул з 50-60 іншими операторами, замаскованими під конвой аль-Каїди, щоб витягти полонених. Планування та репетиції місії тривали протягом наступних трьох тижнів, але виконання було відкладено, оскільки таліби часто переміщали ув'язнених співробітників «Шелтер Нау» між двома в'язницями в Кабулі.
На початку листопада американська авіація перейшла від ударів по стратегічних цілях до завдавання ударів по лінії фронту, на якій закріпилися війська Талібану. 2 листопада 553-й оперативний загін увійшов у Баміан, де з'єднався з силами генерала Каріма Халілі; 534-й оперативний загін паралельно увійшов у долину річки Балх. Його роль полягала в підтримці генерала Атти в наступі на Мазарі-Шариф у взаємодії з силами генерала Дустума. Команда «Браво» 595-го загону координувала авіаудари в долині Дар'я-Суф, відрізавши та знищивши підкріплення Талібану та зірвавши спроби Талібану звільнити свої сили на півночі. У сукупності майже постійні авіаудари почали вирішально впливати на стан справ на фронті, і таліби почали відходити до Мазарі-Шарифа. Сили Дустума та команда «Альфа» 595-го загону рушили далі на північ через долину. 5 листопада Дустум і Атта розпочали злагоджений штурм села Белух. Дустум підготував своїх людей до кавалерійської атаки, що мала статися одночасно з авіаційним бомбардуванням B-52, але один з заступників Дустума невірно зрозумів наказ і відправив 400 узбецьких вершників у атаку на оборонні позиції Талібану, коли стратегічний бомбардувальник ще тільки наближався. Бомба вчасно впала на позиції талібів, і кавалерійському наступу вдалося проломити оборону талібів. Потім Дустум і Атта увійшли в долину Балх і продовжили рух у напрямку Мазарі-Шариф.
На рівнині Шомалі, 555-й оперативний загін і команда ЦРУ «Джобрейкер», діючи у складі сил Фахім Хана, почали наносити авіаудари по закріплених позиціях талібів у південно-східній околиці колишньої радянської авіабази на аеродромі Баграм. «Зелені берети» влаштували спостережний пост у занедбаній вежі управління повітряним рухом і скерували удар двома бомбами «Дейзікаттер» — найпотужнішими неядерними боєприпасами у світі на той час — по противникові, що спричинило великі втрати Талібану. 8 листопада 586-й і 594-й оперативні загони вертольотами MH-47 проникли в Афганістан, де на афгансько-таджицькому кордоні до них приєднався Мі-17, якими керували працівники ЦРУ. 586-й загін розгортався в Кундузі разом із силами генерала Дауда Хана, а 594-й оперативний загін — у Панджшері, посилюючи 555-й загін.

#### Бій за Мазарі-Шариф
Мазарі-Шариф, четверте за величиною афганське місто, мав важливе значення як місце розміщення священного мусульманського храму Алі, а також як важливий транспортний вузол із двома великими аеропортами та мостом в Узбекистан. Взяття міста дозволило б гуманітарній допомозі пом'якшити продовольчу кризу, яка загрожувала більш ніж шести мільйонам людей голодною смертю. Багато з тих, хто найбільше потребує, мешкали в сільській місцевості на південь і захід від Мазарі-Шарифа. Дустум і Атта пробивалися вгору по долині Балх і 8 листопада вийшли до перевалу Тангі, воріт між долиною і Мазарі-Шарифом. Перевал був сильно захищений, але Північний Альянс захопив його вже 9 листопада, спровокувавши відступ талібів з Мазарі-Шарифа. 10 листопада Північний альянс увійшов до міста.
Падіння міста стало «великим шоком»; навіть Центральне командування США спочатку вважало, що воно залишиться в руках Талібану щонайменше протягом наступного року. Групи цивільно-військового адміністрування американської армії з 96-го батальйону цивільних справ і групи тактичних психологічних операцій з 4-ї групи психологічних операцій були негайно розгорнуті, щоб розпочати реконструкцію в Мазарі-Шарифі.
10 листопада оператори ескадрону «C» Спеціальної човнової служби були доставлені двома C-130 на нещодавно захоплений аеродром Баграм. Але, поява британських військових викликали чималу політичну суперечку з керівництвом Північного Альянсу, яке стверджує, що британці не проконсультувалися з ними щодо розгортання. Міністр закордонних справ Північного альянсу Абдулла Абдулла вважав непроханий приїзд порушенням суверенітету і поскаржився голові польового офісу ЦРУ, погрожуючи піти у відставку, якщо британці не підуть. Британський уряд попередив заступника глави місії ООН в Афганістані про те, що вони розгортають війська в Баграмі, хоча і в короткі терміни. Прибувши першим рейсом, бригадний генерал Грем Лемб — тодішній керівник спецпідрозділу — просто проігнорував Абдуллу й поїхав до долини Панджшер, де вшанував могилу Ахмада Шаха Масуда та провів переговори з лідерами Північного Альянсу. Британський міністр закордонних справ намагався запевнити Північний Альянс, що розгортання не є авангардом британських миротворчих сил, але лідери Північного Альянсу їм не повірили; через загрозу відкриття вогонь Північним Альянсом по військових транспортах, що надходять, розгортання було призупинено.

#### Опанування Кабулу
12 листопада США вистежили та авіаударом по Кабулу знищили лідера номер три Аль-Каїди, Мохаммеда Атефа. Того дня війська Талібану почали залишати Кабул і вирушили перегрупуватися в Джелалабаді та Кандагарі. До вечора 13 листопада сили Талібану остаточно полишили афганську столицю. Наступного дня сили Північного Альянсу за підтримки 55-ї оперативної групи взяли місто під контроль. Під час відступу таліби взяли з собою в'язнів Shelter Now, але покинули їх у в'язниці в Газні. Антиталібські афганці звільнили в'язнів, які знайшли супутниковий телефон і зателефонували по ньому в американське посольство в Пакистані. В ніч на 14 листопада команда DEVGRU вертольотами «Чинук» прилетіла до в'язниці в Газні, визволила заручників і доставила їх до Пакистану.
Падіння Кабулу дало старт каскадному краху позицій Талібану. Протягом 24 годин усі афганські провінції вздовж іранського кордону впали, включаючи Герат. Місцеві пуштунські командири та військові командири захопили весь північно-східний Афганістан, включаючи Джелалабад. Угруповання талібів на півночі відступили до міста Кундуз, тоді як інші відступили до свого осередку поблизу Кандагару, на південному сході Афганістану.
У розпал відступу оперативники «Дельта-Форс» здійснили парашутний стрибок з великої висоти з низьким розкриттям куполів (HALO) на об'єкт північно-східніше Кандагару, звідкіля здійснювали корегування авіаційних ударів по колонах талібів, які відступали з Кабулу. Примітно, що це був перший бойовий стрибок HALO, здійснений американцями вночі ще з часів війни у В'єтнамі. До 13 листопада сили аль-Каїди та Талібану — можливо, включаючи бен Ладена — зосередилися в Тора-Бора, за 50 кілометрів на південний захід від Джелалабада. Близько 2000 бойовиків укріпилися в бункерах і печерах. 16 листопада США почали бомбардувати цей гірський редут противника.

#### Об'єкти «Волверін» і «Раптор»; операція «Релентлес Страйк»
13 листопада 75-й полк рейнджерів здійснив друге бойове десантування парашутним способом з початку війни в Афганістані. Зведена група рейнджерів чисельністю із взвод, у супроводі восьми операторів спеціальної тактики ССО ПС, приземлилася на парашутах на дно сухого озера на південний захід від Кандагару, де закріпилася, утворивши плацдарм. Потім пара вантажних літаків MC-130 приземлилася на дно озера і залишила чотири вертольоти AH-6J «Літтл Берд» зі 160-го спеціального вертолітного полку. «Маленькі пташки» прилетіли до комплексу талібів поблизу Кандагару під кодовою назвою об'єкт «Волверін» та знищили його. Вони повернулися на імпровізований аеродром на дні висохлого озера, де переозброїлися та дозаправилися, а потім завдали ще одного удару по другому об'єкту Талібану під назвою «Раптор». Після другого удару вони повернулися, завантажилися на MC-130 і полетіли назад до Оману.
Через кілька ночей, починаючи з 16 листопада, відбулася серія місій під кодовою назвою операція «Релентлес Страйк». У першу ніч рейнджери на модифікованих автомобілях HMMWV і Land Rover, патрулювали віддалену злітно-посадкову смугу в пустелі, не допускаючи атак противника. «Літтл Берд» прилетіли на MC-130 на цей майданчик, звідкіля злетіли та провели пошук і знищення цілей вздовж шосе 1. Вертольоти ССО проводили аналогічні пошуки та знищення противника протягом наступних кількох ночей.

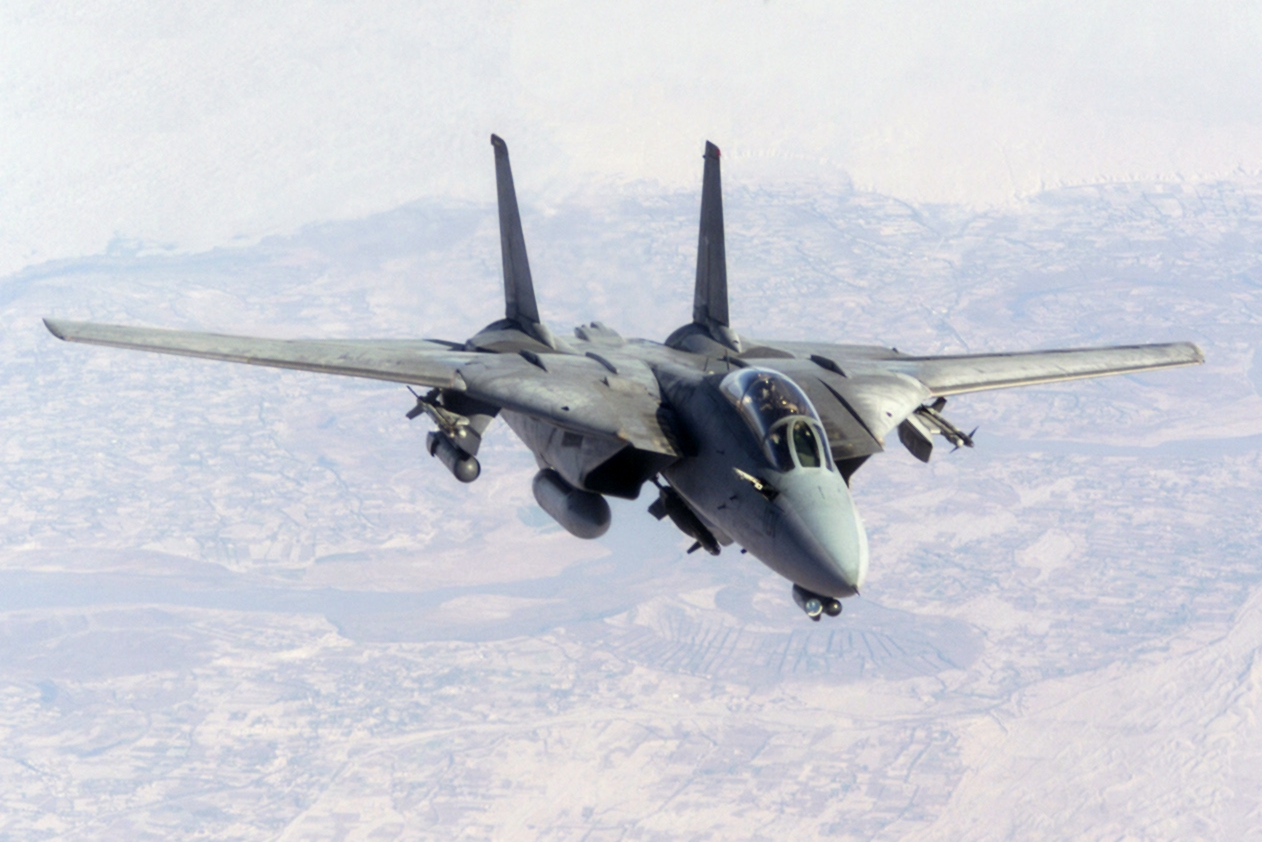
Винищувач-перехоплювач ВМС США F-14D «Томкет», озброєний двом ракетами AIM-9 Sidewinder і авіабомбою GBU-10 Paveway II в небі над Афганістаном

#### Бій за Тарінкот
14 листопада 574-й оперативний загін і Хамід Карзай з невеликою силою партизанів на 4 вертольотах MH-60K прорвалися в провінцію Урузган. Карзай був лідером пуштунського племені попалзаї і був ворогом Талібану з моменту вбивства його батька в 1999 році. 9 жовтня він увійшов до Афганістану з трьома іншими чоловіками, але був ледь не вбитий талібами, а 4 листопада його витягло ЦРУ. Повернувшись, він почав рухатися до міста Тарінкот. З наближенням військ Карзая жителі міста Тарінкот підняли повстання і вигнали своїх талібських адміністраторів. Карзай вирушив в Тарінкот, щоб зустрітися зі старійшинами міста. Поки він був там, таліби сформували загін у 300—500 осіб, щоб відбити місто. Невеликі сили Карзая, а також американський контингент, розгорнулися на підступах до міста, щоб не допустити прориву Талібану. Американським і афганським військам за допомогою авіаційної підтримки вдалося відбити Талібан від міста.
Поразка талібів у Тарінкоті була важливою перемогою для Карзая, який використав її, щоб вербувати більше людей до свого новоствореного партизанського загону, який незабаром розрісся до близько 800 осіб. Після перемоги в бою за Тарікот вони залишили місто і почали наступ на Кандагар.

#### Облога Кундуза
Оперативна група «Даггер» зосереджувала свої основні зусилля на останній фортеці Талібану на півночі країни, в місті Кундуз. З 11 листопада почалася облога міста. Генерал Дауд і 586-й оперативний загін організовували масовані авіаудари коаліції, щоб деморалізувати захисників Талібану. 23 листопада після 11 днів боїв і бомбардувань бойовики Талібану здалися силам Північного альянсу. Незадовго до капітуляції прибув пакистанський літак, щоб евакуювати персонал пакистанської розвідки та військових радників, які допомагали Талібану у боротьбі проти Північного альянсу, а також лідерів Талібану і аль-Каїди. Деталі авіаперевезення спірні. Репортер-розслідувач Сеймур Герш стверджував, що до п'яти тисяч людей було евакуйовано пакистанською авіацією, тоді як Карзай заявив, що «навіть американці не знали, хто втік». Водночас, офіційно американський уряд заперечував факт авіаперельоту, разом із секретарем Рамсфелдом, кажучи, «ані Пакистан, ані будь-яка інша країна не відправляли літаки в Афганістан для евакуації когось».

#### Бій за Калайі-Джангі
25 листопада, коли в'язнів талібів перемістили у фортецю Калайі-Джангі поблизу Мазарі-Шарифа, кілька талібів напали на своїх охоронців Північного альянсу. В результаті безладів, що виникли спалахнуло повстання 600 ув'язнених, які незабаром захопили південну частину фортеці, включаючи склад зброї, де зберігалися автомати АК-47, РПГ та колективна зброя. Джонні Майкл Спанн, один із двох співробітників ЦРУ SAD у фортеці, які допитували в'язнів, був убитий, це стало першою бойовою втратою США у війні.
Іншому оператору ЦРУ, Дейву Олсону, вдалося зв'язатися з CENTCOM, який передав його запит про допомогу підрозділу ССО оперативної групи «Даггер» у Мазарі-Шарифі. У безпечному місці переховувалися підготовлені члени Дельта-Форс, кілька «зелених беретів» і невелика команда «M» ескадрону британської Спеціальної човнової служби. Негайно з усіх, хто перебував у цьому місці, була сформована група швидкого реагування і автомобілями перекинута до місця події, де відразу вступила в бій з повстанцями. Зав'язався жорсткий бій, що дозволило Олсону втекти. Потім оператори зосередилися на пошуках тіла Спенна. Протягом чотирьох днів точився запеклий бій, зелені берети викликали численні авіаційні удари по талібам, що повстали. Під час однієї місії боєприпас JDAM впав поблизу позицій сил коаліції та Північного альянсу, поранивши п'ятьох зелених беретів та чотирьох операторів Спеціальної човнової служби.
Протягом ночі «ганшипи» AC-130 продовжували штурмувати в'язниці з повітря. Наступного дня облогу було прорвано, коли танки Т-55 Північного альянсу увірвалися в центральний двір, звідкіля обстріляли кілька будинків, де оборонялися бойовики Талібану. Бої тривали спорадично протягом тижня, і талібів було добито силами Північного альянсу Достуму. 26 листопада об'єднана команда американців та британців знайшла тіло Спанна.

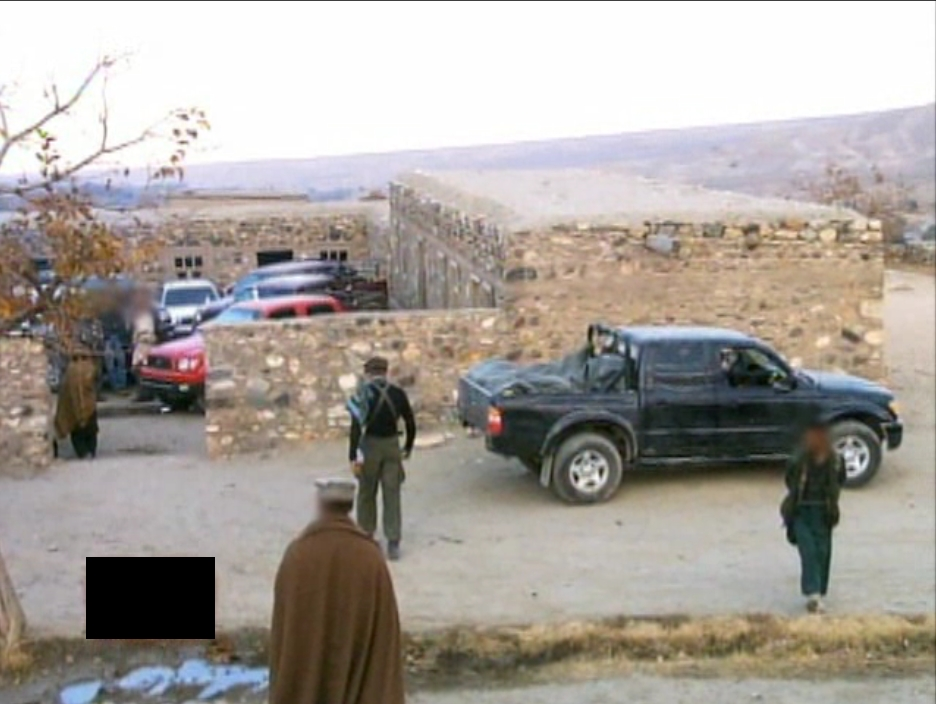
Імпровізована штаб-квартира американських ССО в провінції Нангархар

1 грудня після семи днів боїв повстання було придушене. 86 талібів вижили з 1000, які були у в'язниці, і близько 50 солдатів Північного альянсу були вбиті.

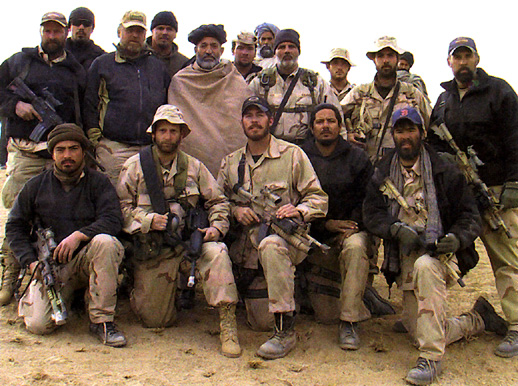
574-й оперативний загін та Хамід Карзай під час боїв за Кандагар

#### Захоплення Кандагару
574-й оперативний загін та Хамід Карзай почали рух на Кандагар, збираючи бійців з дружніх місцевих пуштунських племен. Біля стратегічного мосту Сайд-Аум-Калай вони два дні билися з Талібаном, зрештою захопили його за допомогою авіації США, відкривши собі шлях до Кандагару.
583-й оперативний загін проник у долину Шін-Нарай на південний схід від Кандагару, щоб підтримати Гул Агу Шерзаї, колишнього губернатора Кандагару. До 24 листопада бійці оперативного загону потай розгорнули спостережні пости, що дозволило їм корегувати вогонь по позиціях Талібану. До кінця листопада Кандагар залишився останнім оплотом Талібану, і тиск на нього зростав. Майже 3000 бійців племен під проводом Карзая і 350 під проводом Шерзая постійно атакували сили Талібану зі сходу та врешті-решт перекрили північні лінії постачання до Кандагару.
Тим часом майже 1000 морських піхотинців США були доставлені гелікоптерами CH-53E «Супер Сталліон» і літаками C-130 в район поблизу міста і 25 листопада вони розгорнули передову оперативну базу, відому як «Кемп-Райно», у пустелі на південь від Кандагару. 26 листопада 15 броньованих машин талібів підійшли до бази, здійснити спробу атакувати її, але були контратаковані бойовими вертольотами, які багато з них знищили.
6 грудня Карзаю повідомили, що він стане наступним президентом Афганістану. Він також домовився про успішну капітуляцію талібів, що залишилися, і міста Кандагар. Міліція Карзая почала свій останній рейд, зачищаючи місто. Уряд США відхилив амністію для Омара чи будь-якого лідера Талібану. 7 грудня війська Шерзая захопили аеропорт Кандагару та вступили в місто. Омар покинув Кандагар і зник; він міг поїхати в Забул, Гільменд або Пакистан. Інші лідери Талібану втекли до Пакистану через віддалені перевали в провінціях Пактія та Пактіка.
На початку грудня, коли вторгнення США майже закінчилося, 7500 ув'язнених талібів були перевезені з Кундуза до в'язниці Шеберган групою Джунбіш-і Міллі, очолюваною Дустумом. Від сотень до 3000 ув'язнених талібів задихнулися в переповнених металевих транспортних контейнерах на вантажівках або були застрелені під час інциденту, відомого як різанина в Дашт-і-Лейлі. Деякі були застрелені, коли охоронці почали стріляти по контейнерах, «створюючи» в такий спосіб отвори для дихання повітрям полоненим. Померлих ховали в могилах у пустелі Дашт-і-Лейлі на захід від Шебергхана, в провінції Джоузджан. Лікарі за права людини виявили масове поховання в 2002 році, але адміністрація Буша перешкоджала спробам розслідувати інцидент.

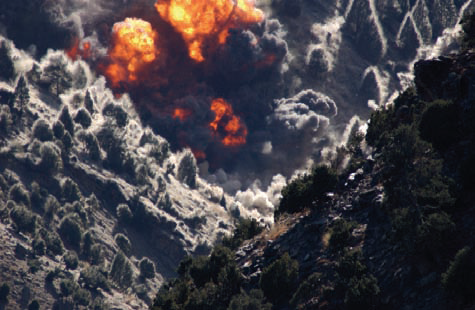
Повітряні удари США по Тора-Бора, листопад або грудень 2001 р.

#### Битва за Тора-Бора
Після падіння Кабулу та Кандагару члени аль-Каїди, включаючи бін Ладена та інших ключових лідерів, відійшли до Джелалабада, провінція Нангархар. Звідти вони переїхали до регіону Тора-Бора, що у Білих горах (Спін-Гар) поблизу Хайберського перевалу, за 20 км від кордону з Пакистаном, де була мережа печер і готові оборонні споруди, які використовували моджахеди ще під час радянсько-афганської війни. Перехоплення сигналу та допити захоплених бойовиків Талібану та терористів аль-Каїди вказували на присутність значної кількості іноземних бойовиків і можливих старших лідерів у цьому районі. Замість того, щоб використовувати звичайні сили, Білий дім і Пентагон вирішили ізолювати та знищити елементи Аль-Каїди в цьому регіоні за допомогою ССО США, яких підтримували набрані на місцях афганські ополченці, через побоювання повторити негативний досвід Радянської армії під час боїв у цьому регіоні.
572-й оперативний загін і команда ЦРУ були направлені в Тора-Бора для надання консультацій східним антиталібським бойовикам, якими керували два воєначальники: Хазрат Алі та Мохаммед Заман. За кошти ЦРУ для майбутньої битви було найнято близько 1000 афганських бійців. Але Хазрат Алі та Заман не довіряли один одному, і під час битви їхні ополченці іноді стріляли одне в одного. 2 грудня лідер команди ЦРУ Гері Бернтсен попросив перекинути батальйон рейнджерів у гори, щоб встановити блокувальні позиції вздовж потенційних шляхів відходу з Тора-Бора до Пакистану. Окрім рейнджерів, інші наявні сили включали 1000 морських піхотинців під командуванням бригадного генерала Джима Меттіса в Кандагарі та солдатів 10-ї гірської дивізії в Узбекистані. Втім, генерал Френкс відхилив прохання Бернтсена.
З самого початку битви 572-й загін із авіанавідником від ССО ПС викликав та координував точні авіаудари, у той час як афганці провели ряд невдалих атак на позиції аль-Каїди, але з обмеженим успіхом. Ополченці, як правило, завойовували позиції вранці після авіаударів США, але втрачали контроль над здобутим того ж дня. Вони також відступали на свої бази, щоб спати та розговлятися щоночі, оскільки битва відбувалася під час Рамадану, місяця, коли мусульмани не їдять і не п'ють протягом дня. Коли афганський наступ зупинився, а команди ЦРУ та оперативного загону не здобули перемоги та були виснажені безрезультатною діяльністю, 9 грудня Френкс вирішив посилити угруповання за рахунок оперативників спеціальних операцій Об'єднаного командування ССО.
Сорок операторів ескадрону «A» «Дельти» прибули до району Тора-Бора та перейняли від ЦРУ на себе тактичне командування бойовими діями. Разом з ескадроном «Дельти» були десятки членів британської Спеціальної човнової служби. Оператори «Дельти» були розгорнуті невеликими групами, які включили до складу підрозділів ополченців, і паралельно власним персоналом проводили дії з пошуку бен Ладена. Зрештою, за сприяння «зелених беретів» і співробітників ЦРУ ополченці досягли прогресу.
12 грудня, через два тижні битви, Заман розпочав переговори з Аль-Каїдою та Талібаном, які потрапили в пастку в Тора-Бора. Всупереч бажанням американців і британців Заман оголосив про тимчасове перемир'я, щоб дозволити аль-Каїді здатися. Це перемир'я було хитрістю, щоб дозволити кільком сотням аль-Каїди та членам бригади 055 втекти під прикриттям ночі до Пакистану. За словами журналіста Пітера Бергена, бен Ладен залишив Тора-Бора в ніч на 12 грудня і вирушив в провінцію Кунар.
До 17 грудня 2001 року було захоплено останню печеру комплексу Тора-Бора, а її оборонців знешкоджено. Американці продовжували пошукові дії у цій місцевості до січня, але не знайшли жодних ознак бен Ладена чи керівництва аль-Каїди.

### Жертви під час вторгнення
За підрахунками проекту Costs of War в Університеті Брауна під час вторгнення було вбито від 1537 до 2375 мирних жителів. Втрати Північного альянсу невідомі. Втрати США становили 12 військовослужбовців і одного офіцера ЦРУ (Майк Спанн), тоді як Талібан зазнав від 8 000 до 12 000 загиблими. За даними Human Rights Watch, під час вторгнення Північний Альянс «здійснював систематичні напади на пуштунські села, ґвалтуючи жінок, страчуючи мирних жителів, викрадаючи худобу та землю».